# Coatesville (Indiana)
Coatesville é uma cidade  localizada no estado americano de Indiana, no Condado de Hendricks.

## Demografia
Segundo o censo americano de 2000, a sua população era de 516 habitantes.
Em 2006, foi estimada uma população de 564, um aumento de 48 (9.3%).

## Geografia
De acordo com o United States Census Bureau tem uma área de
1,7 km², dos quais 1,7 km² cobertos por terra e 0,0 km² cobertos por água. Coatesville localiza-se a aproximadamente 277 m acima do nível do mar.

## Localidades na vizinhança
O diagrama seguinte representa as localidades num raio de 16 km ao redor de Coatesville.